# Ciencia política en Costa Rica
La ciencia política en Costa Rica ha tenido una notable evolución, principalmente  en la segunda mitad del siglo XX con la creación de la Escuela de Ciencias Políticas de la Universidad de Costa Rica en 1968. Aún existen problemas de producción científica, siendo esta casi nula hasta la década de los noventa. A partir de esto momento se da un crecimiento en la producción, pero aún con limitantes metodológicas, ya que las publicaciones recurren principalmente a la realización de monografías a partir de fuentes secundarias y al ensayo y descripción, empezando apenas a utilizar técnicas de investigación cuantitativas y cualitativas más sistemáticas.
No obstante, se tiene indicios del desarrollo de la disciplina desde antes, concretamente en la Universidad de Santo Tomás (Costa Rica), debido a que en 1849 con las primeras restructuraciones de esta universidad, la Escuela de Derecho pasa a denominarse Escuela de Leyes y Ciencias Políticas, creándose la cátedra de Ciencia Política; con este hecho se convierte en la primera institución en la región latinoamericana en ofrecer esta disciplina.

## Fundación de la Escuela de Ciencias Políticas
La Universidad de Costa Rica en 1968 con el apoyo del rector Carlos Monge Alfaro y los académicos Alfonso Carro Zúñiga, su promotor; Rodrigo Madrigal Montealegre, Walter Antillón Montealegre, Eugenio Fonseca Tortós, Rodrigo Fournier Guevara, Benjamín Núñez, Manuel Formoso Herrera y Carlos José Gutiérrez, se funda la Escuela de Ciencias Políticas adscrita a la Facultad de Derecho, con el objetivo de «contribuir a fortalecer la vida democrática costarricense y las instituciones públicas de participación ciudadana con el estudio científico de la política».
Como corolario del III Congreso Universitario se funda la Facultad de Ciencias Sociales de la Universidad de Costa Rica y por ende con la restructuración universitaria en 1974 la Escuela de Ciencias Políticas se constituye como unidad académica de la reciente facultad.
Si se considera el periodo comprendido desde la apertura de la Universidad de Costa Rica y la apertura de la Escuela de Ciencias Políticas, se  desprenden tres diferentes niveles de reflexiones, resumidos por Rodrigo Madrigal en 1968 en el documento «Informe sobre la creación de un Departamento de Ciencias Políticas»: Universidad, Costa Rica y Centroamérica.

## Consideraciones teóricas y epistemológicas
Además, la ciencia política comprende tres dimensiones: “la cognocitiva, la pragmática o de gestión y la formativa”. Por otra parte, desde la creación de la escuela, su objetivo ha brindado información relevante sobre los principales hechos políticos en el ámbito nacional como internacional. Paralelamente, desde 1990 se crea el Programa de Posgrado en Ciencias Políticas.